# Challenger de Sevilla 2021
El torneo Copa Sevilla 2021 fue un torneo profesional de tenis. Perteneció al ATP Challenger Tour 2021. Se disputó en su 23.ª edición sobre superficie tierra batida, en Sevilla, España entre el 06 al el 12 de septiembre de 2021.

## Jugadores participantes del cuadro de individuales
| Favorito | País              | Jugador                    | Rank1 | Posición en el torneo |
| -------- | ----------------- | -------------------------- | ----- | --------------------- |
| 1        | Bandera de España | Pablo Andújar              | 74    | Cuartos de final      |
| 2        | Bandera de España | Pedro Martínez             | 75    | CAMPEÓN               |
| 3        | Bandera de España | Roberto Carballés Baena    | 95    | FINAL                 |
| 4        | Bandera de España | Carlos Taberner            | 105   | Semifinales           |
| 5        | Bandera de España | Bernabé Zapata Miralles    | 116   | Segunda ronda         |
| 6        | Bandera de Italia | Federico Gaio              | 159   | Segunda ronda         |
| 7        | Bandera de Chile  | Marcelo Tomás Barrios Vera | 172   | Semifinales           |
| 8        | Bandera de Italia | Lorenzo Giustino           | 238   | Primera ronda         |

- 1 Se ha tomado en cuenta el ranking del 30 de agosto de 2021.

### Otros participantes
Los siguientes jugadores recibieron una invitación (wild card), por lo tanto ingresan directamente al cuadro principal (WC):
- Pablo Llamas Ruiz
- Álvaro López San Martín
- Nikolás Sánchez Izquierdo

Los siguientes jugadores ingresan al cuadro principal tras disputar el cuadro clasificatorio (Q):
- Luciano Darderi
- Lucas Gerch
- Emilio Nava
- Benjamín Winter López

## Campeones

### Individual Masculino
- Pedro Martínez derrotó en la final a  Roberto Carballés Baena, 6–4, 6–1

### Dobles Masculino
- David Vega Hernández /  Mark Vervoort derrotaron en la final a  Javier Barranco Cosano /  Sergio Martos Gornés, 6–3, 6–7(7), [10–7]